# Chaetomium aterrimum
Chaetomium aterrimum är en svampart som beskrevs av Ellis & Everh. 1910. Chaetomium aterrimum ingår i släktet Chaetomium och familjen Chaetomiaceae.   Inga underarter finns listade i Catalogue of Life.